# Nové Chalupy (Kdyně)
Nové Chalupy jsou osada, část města Kdyně v okrese Domažlice v Plzeňském kraji. Nachází se pět kilometrů jihovýchodně od Kdyně. Prochází zde silnice I/22. Nové Chalupy leží v katastrálním území Smržovice o výměře 2,74 km².

## Historie
První písemná zmínka o vesnici pochází z roku 1804.

## Obyvatelstvo
| Rok            | 1869 | 1880 | 1890 | 1900 | 1910 | 1921 | 1930 | 1950 | 1961 | 1970 | 1980 | 1991 | 2001 | 2011 | 2021 |
| -------------- | ---- | ---- | ---- | ---- | ---- | ---- | ---- | ---- | ---- | ---- | ---- | ---- | ---- | ---- | ---- |
| Počet obyvatel | 64   | 64   | 43   | 34   | 47   | 44   | 35   | 16   | 26   | 7    | 6    | 8    | 10   | 10   | 11   |
| Počet domů     | 8    | 8    | 7    | 7    | 8    | 8    | 8    | 8    | 8    | 3    | 3    | 4    | 4    | 4    | 4    |

## Obecní správa
Při sčítání lidu v letech 1850–1980 Nové Chalupy byly osadou obce Smržovice v okrese Domažlice. Od 1. července 1980 jsou částí města Kdyně v okrese Domažlice.

## Další fotografie

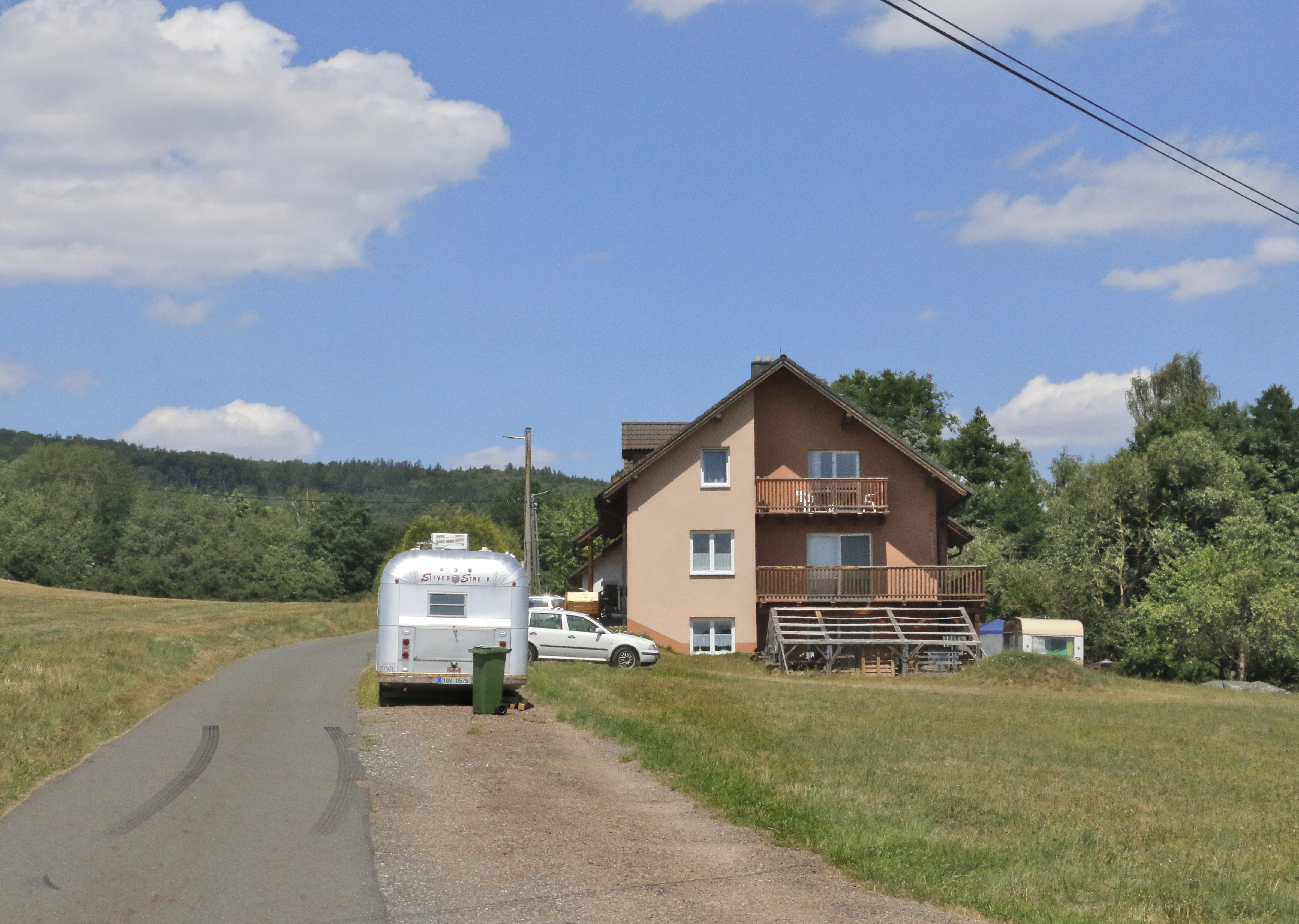
Dům s obytným přívěsem
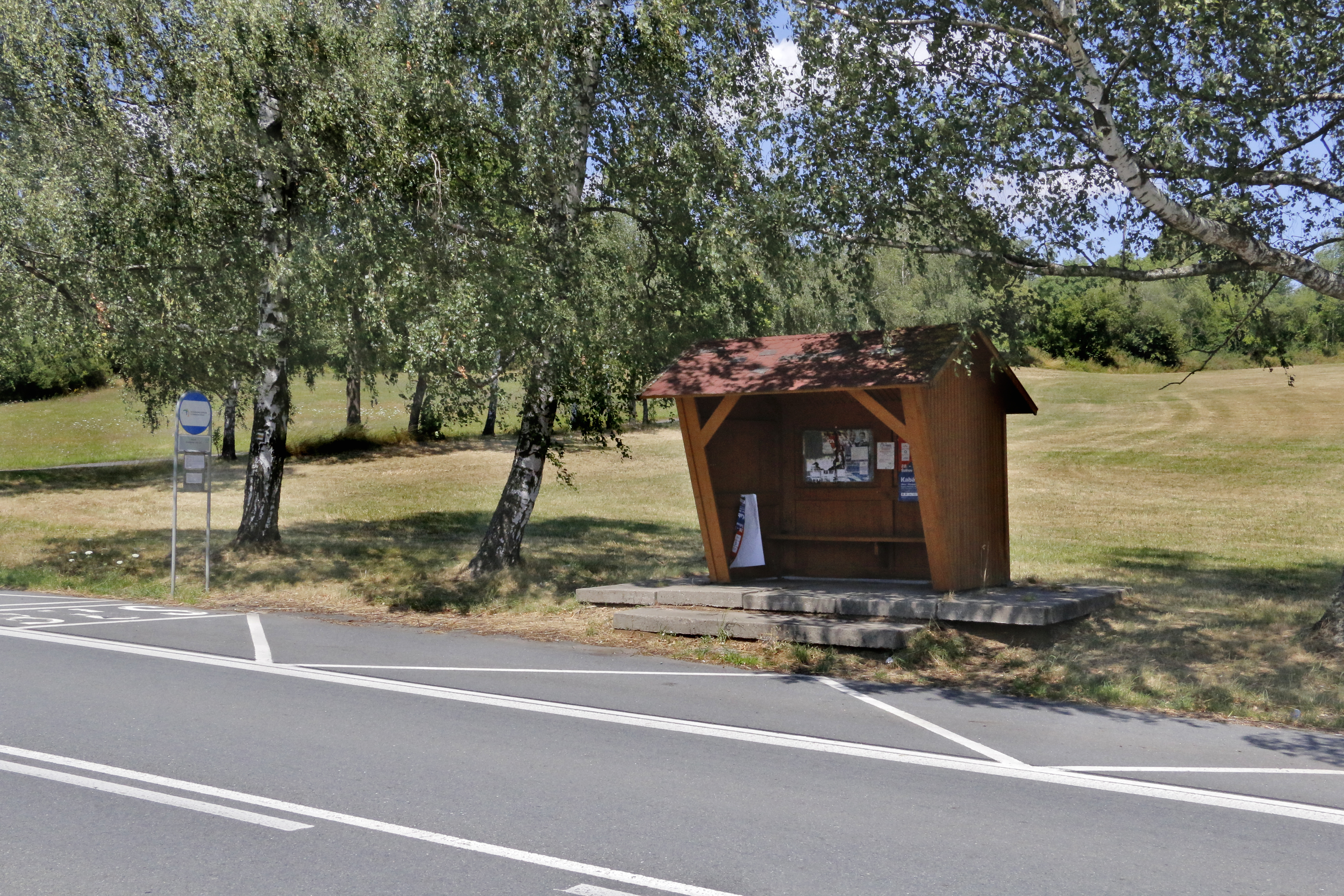
Zastávka
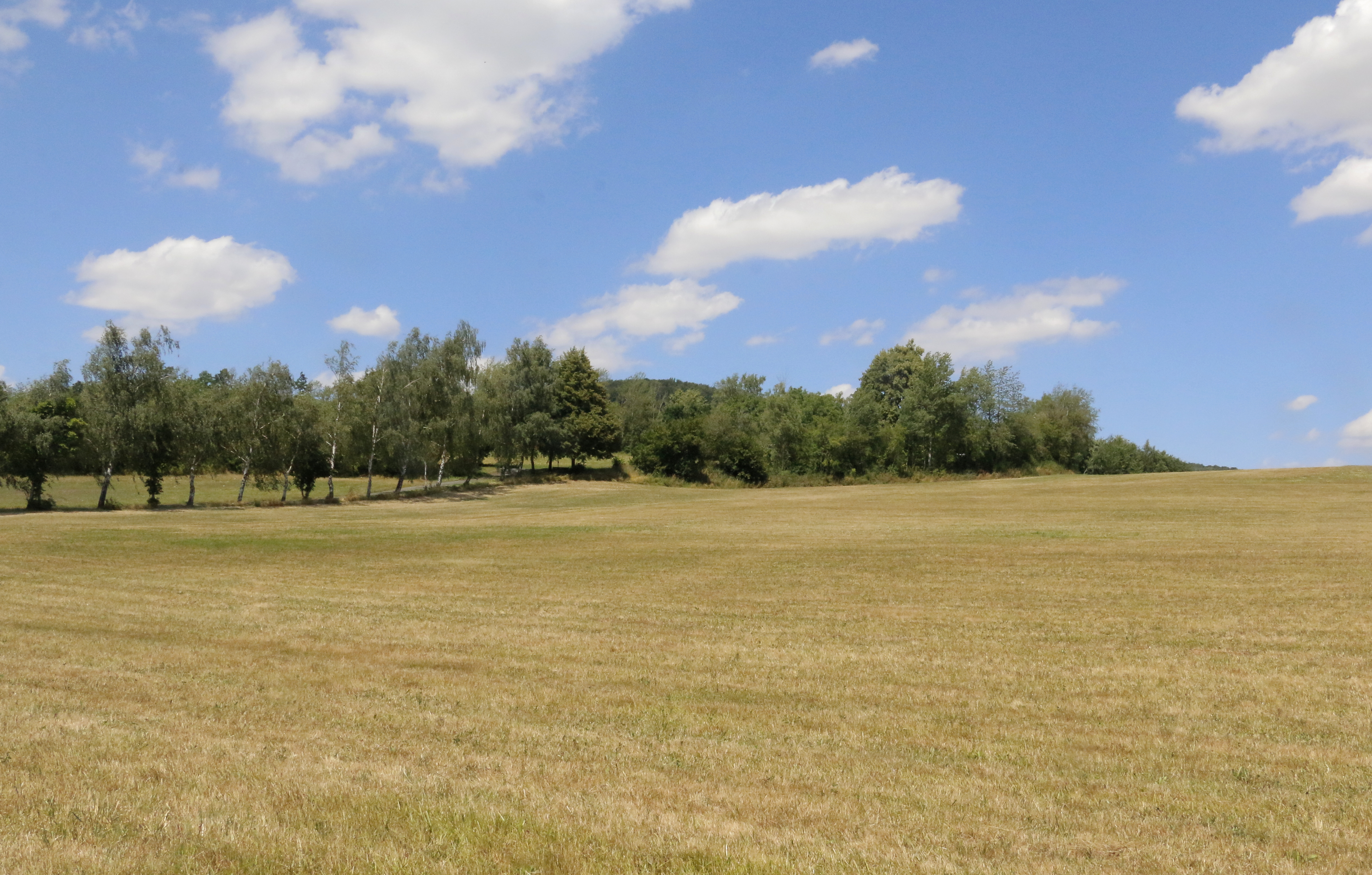
Krajina severně od vsi
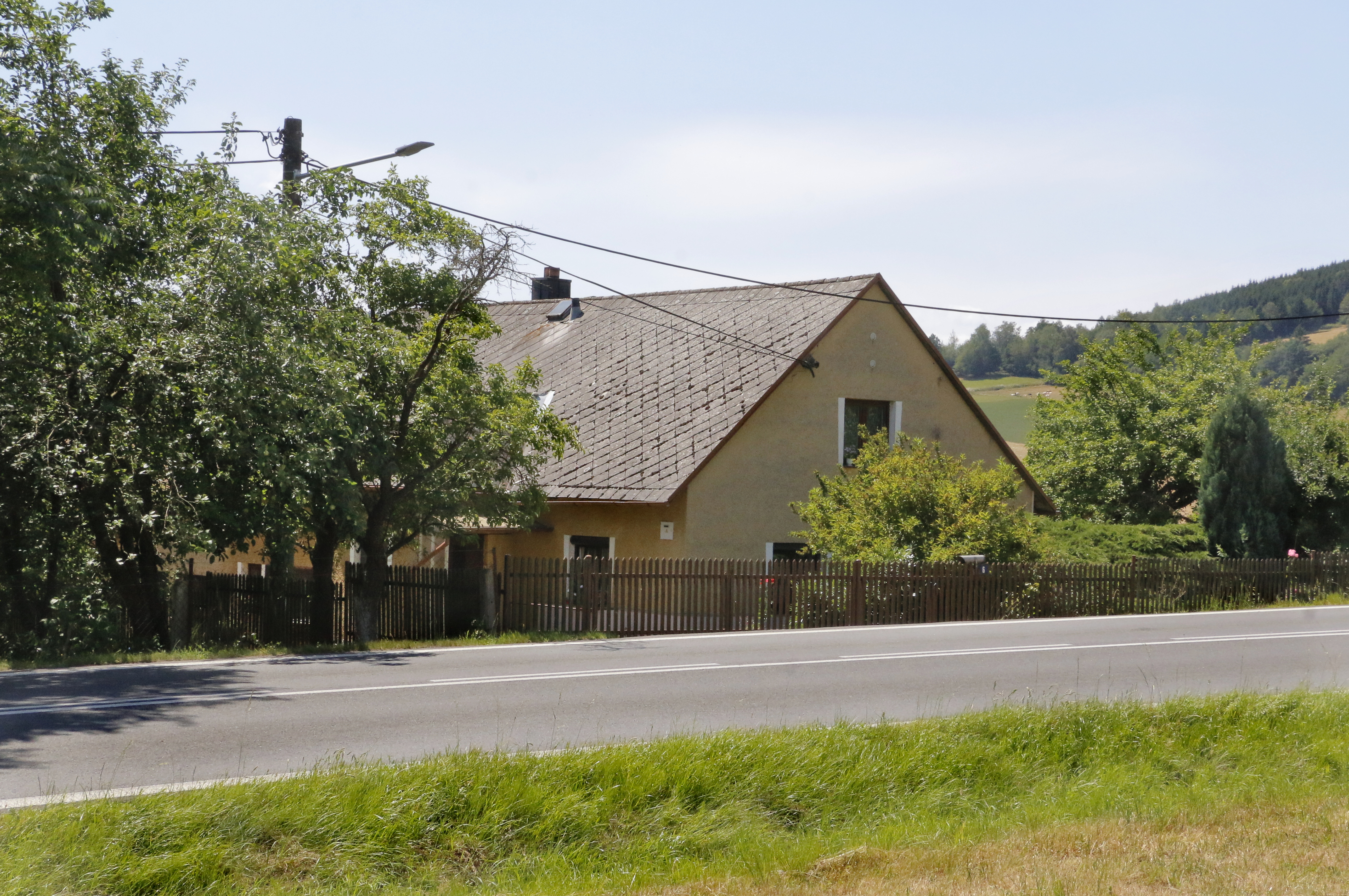
Dům čp. 6